# 교초

원대 지원통행보초(至元通行寳鈔)와 그 원판. 위 왼쪽 칸에 파스파 문자로 「지원보초」(至元寳鈔, jˇi ’ŭen baw č‘aw)라고 적혀 있다.

교초(交鈔) 또는 보초(寶鈔)는 중국의 금(金) ~ 원(元) 시기에 걸쳐 발행해 사용하였던 지폐이다.
원(元) 시기에서는 1260년부터 1356년에 걸쳐 중국에서 널리 유통되었다. 세계 역사상 최초의 지폐로써는 송(宋) 왕조의 교자(交子)가 있고, 교초는 보다 광범위한 영역에서 통화로써 유통되었다. 송의 교자는 당초에 철화(鐵貨) 교환권 역할을 했던 것에 비해, 교초는 처음부터 통화로써 발행되었다는 특징이 있다.

## 개요
당시 중국에서 육상과 해상을 통한 국제교역의 증대는 기존의 화폐 제도에도 변화를 가져다 주었다. 중국은 원래 동전을 주된 화폐로 사용하는 동본위 제도를 채택해 왔으나, 동은 무거웠기 때문에 고액의 광역적인 결제 수단으로서는 문제를 안고 있었다. 그래서 이미 송대부터는 일종의 약속어음과 같은 교자라는 것이 상인들 사이에서 사용되기 시작했고, 남송과 금나라 시대에는 교자 혹은 교초라고 불리는 지폐의 사용이 확대되기 시작했다.
금(金) 왕조는 송대에 사용하던 교자를 이어받아 12세기에 교초고(交鈔庫)와 성고(省庫)에서 교초를 발행하였다. 금 왕조 말기에는 지폐의 가격 유지를 위해 여러 가지 신교초를 발행해 교초의 전용을 강요했으나, 민간에서는 오히려 신용이 확실한 은화를 계속 사용하였다. 또한 화베이(華北) 지역에서는 동(銅)이 귀했기 때문에 동화 발행에 지장이 있었고, 때문에 금 왕조는 북송을 멸망시킨 뒤에도 송 왕조의 교자를 이어받아서 지폐와 은을 도입하였던 것이다. 해릉왕(海陵王)의 시대에도 교초가 발행되었고, 훗날 은화(銀貨)의 일종인 '승안보화(承安寶貨)', 마제은(馬蹄銀) 즉 말발굽 모양으로 제련한 칭량화폐(秤量貨幣)의 일종인 '원보은(元寶銀)'도 발행되었다. 그러나 교초는 발행이 늘어나면서 인플레이션을 일으켰는데, 이는 금 왕조 멸망의 한 원인이 되기도 했다.
원(元) 왕조는 태종(太宗) 우구데이 칸 때 교초를 발행하기 시작하였다. 몽골 제국은 금 왕조의 화폐 제도를 이어받아서 1236년에 교초를 발행하였다. 강남(江南)의 남송을 정복하기 전에는 동이 부족했다는 점도 몽골 제국이 교초를 발행하게 된 한 이유였다. 몽골 제국에 등용된 야율초재(耶律楚材)는 금 왕조의 선례를 본받아 교초의 발행량을 조정해야 한다고 제언했고, 당초에는 1만 정(錠, 50만 관)이 상한으로 정해졌다. 우구데이 칸 시기에는 다른 몽골족이나 한인(漢人) 출신의 제후들도 지폐를 발행하였지만 통일되어 있지는 않았다.
원(元) 세조(世祖) 쿠빌라이 칸은 즉위하자마자 1260년(중통中統 원년)에 제로통행중통원보교초(諸路通行中統元寶交鈔, 이하 중통원보초) 10종을 발행하였다. 그 금액은 7만 3천 정(365만 관)에 달하였다. 새로운 지폐는 동전을 대체하였기 때문에 동전과 같은 단위가 사용되어 10문부터 2관문까지 있었고, 2관문의 교초는 은 1냥의 비율로 하였다. 교초와 은 교환을 할 수 있는 태환(兌換, 화폐를 정화正貨인 동전이나 은전으로 교환하는 것) 준비금에 해당하는 초본은 은 1만 2천정이 들었다. 쿠빌라이 칸은 중통원보초를 발행하고 그 초본을 위한 금, 은 축적에 주력하였다. 그는 연경평준고(燕京平準庫)와 평준행용고(平準行用庫, 후에 행용고로 개명)를 설치해 태환의 사무를 관장하게 하였다. 몽골 제국이 발행한 교초는 원칙적으로 은과의 태환이 가능하였다. 그 결과 지폐가 주화폐로 자리를 잡고 널리 유통되어 남송을 지배하게 되었을 때는 발행액이 4배나 늘어났다. 또한 몽골인들은 중국을 정복한 뒤 교초를 유일한 유통 수단으로 정하고 동전을 법적으로 금지함으로써 역사상 최초로 지폐에만 의존하는 화폐 정책을 실시하게 된다. 정복자의 입장에서는 간단하게 만들 수 있고 이익이 큰 지폐가 유용했던 것이다. 또한 교초의 유통을 안정시키기 위해 교초를 받기를 거부하는 자나 교초를 위조하는 자가 있으면 사형에 처하였다.
중통원보초는 1260년부터 1273년(지원 10년)에 걸쳐 수만 정으로 증가하였으나, 원 왕조가 남송을 멸망시키고 그 영토를 차지하면서 급증하여 1274년(지원 11년)부터 1286년(지원 23년)에 걸쳐서는 1350만 정이 발행되었다.
하지만 군사비 등 경비 증대로 인해 교초의 발행이 남발되고 태환이 정지됨으로써 지폐 가치는 폭락하였다. 이에 대한 대책으로 원은 1287년(지원 24년) 지원통행보초(至元通行寶鈔)를 발행하였다. 지원통행보초와 중통원보초의 비율을 1대 5로서 회수에 임하여 통화 안정을 도모한다는 것이었다. 아울러 교초를 소금과 교환할 수 있도록 하고 정부는 소금 전매를 통해 이익을 얻었으며, 지폐의 가치를 소금으로 보증해 신용을 유지하였다. 또 소금과의 교환권인 염인(鹽引)을 판매해 또 하나의 통화로 유통시켰다.
지원통행보초는 일시적으로 성공하였으나, 세입 부족을 충당하려고 다시 지폐를 많이 찍어내어 물가가 뛰어올랐다. 교초의 인플레이션이 계속되자, 몽골 제국 7대 카안(Qa'an)이자 원 3대 황제 무종(武宗) 구육 칸은 또 다른 대책으로써 1309년(지대 2년)에 지대은초(至大銀鈔)를 발행하였는데, 이번에는 지대은초와 1대 5의 비율로 교환되었다. 그러나 8대 카안이자 원 4대 황제 인종(仁宗) 아유르바르와다(Ayurbarwada, 愛育黎拔力八達)는 지대은초를 폐지하고 쿠빌라이 칸 시절의 지원통행보초로 되돌렸다. 몽골 제국 16대 카안이자 원 12대 황제 혜종(惠宗) 토곤 테무르(Toγon Temür, 妥懽帖睦爾)는 1350년(지정至正 10년)에 지정교초(至正交鈔)를 발행해 지원교초와 1대 5의 비율로 정하였는데, 지폐 대신 동전의 유통이 늘어나게 되었다. 또한 1350년 중통교초(中統交鈔)를 발행했으나 심한 물가 폭등으로 인해 결국 파국을 맞고 말았다.
1356년(지정 16년) 교초는 결국 폐지되었고, 토곤 테무르는 1368년 몽골 초원으로 달아났다(북원).

## 교초의 제작 방법과 생김새
중통원보초의 재료는 뽕나무 껍질로, 섬유 모양으로 만든 내피에 아교를 섞어 얇게 펴서 세로로 자르고, 동판화로 인쇄하여 황제의 옥새를 날인하였다. 중통원보초에는 황제의 권위를 나타내는 용이나 동전의 도안, 액면가, 발행소, 발행소의 관리 이름, 제조소, 그리고 위조하는 자는 참살한다는 경고 문구가 인쇄되었다. 이러한 교초 제작 형식은 후세 국가의 지폐에도 영향을 끼쳤다. 중통원보초의 크기는 272×188mm, 지원교초의 크기는 300×222mm로 정해져 있었다.

## 영향
금은이나 동, 철과 같은 금속이 아니라 종이 또는 천으로 제작하고 통용되는 화폐라는 개념은 중세 유럽이나 이슬람 세계로부터 온 자들을 놀라게 했다. 13세기 말 베네치아 출신의 여행자 마르코 폴로의 《동방견문록》(東方見聞録)이나 피렌체 출신의 상인 프란체스코 발두치 페골로티(Francesco Balducci Pegolotti)가 1330년대 무렵에 편찬한 《통상지남》(원제: Practica della mercatura), 마그레브 출신의 이븐 바투타의 《이븐 바투타 여행기》 등에서 교초의 존재에 대해 언급하고 있다.
현대의 이란을 중심으로 하는 몽골 정권이었던 일 칸국은 교초를 본따서 1294년에 챠브(초鈔)를 발행하였는데, 이것이 서아시아 최초의 지폐였다. 교초를 참고로 하였기 때문에 표면에는 한자도 인쇄되었고, 당시의 일 칸국의 군주였던 가이하투는 금속화폐를 대신해 챠브를 유통시켰다. 그러나 챠브는 제대로 정착하지 못한 지 두 달 만에 회수됐고, 이는 가이하투 자신의 권위 실추로까지 이어졌다.
원 왕조가 멸망하고 세워진 명(明) 왕조에서도 마찬가지로 구리 부족 문제를 겪고 있었기 때문에 1368년에 지폐 대명보초(大明寶鈔)를 발행한다. 명 왕조는 보초를 국내용 통화로 정하고 동화를 교역용 화폐로 했다. 그러나 보초는 증쇄 발매로 인해 가치가 떨어져서 초 1관이 동화 1문 정도까지밖에 안 되게 되었기 때문에, 영종(英宗) 시대에는 동화나 칭량은화의 국내 사용 금지도 해제되었다.
교초는 고려에서도 일부 사용되었다.

## 같이 보기
- 불환지폐

## 참고 문헌
- 김호동 (2014년). 《몽골 제국과 세계사의 탄생(석학인문강좌12)》. 돌베개.
- 정수일 (2013년). 《실크로드 사전》. 창작과비평사.
- 미야자키 마사카쓰; 황선종 옮김 (2018년). 《흐름이 보이는 세계사 경제 공부 세계사에서 포착한 경제의 전환점 51》 [世界(經濟)全史 「51の轉換点」で現在と未來が讀み解ける]. 어크로스.
- 湯浅赳男 (1998년). 《文明の「血液」 - 貨幣から見た世界史（増補新版）》. 新評論.
- 植村峻 (1994년). 《お札の文化史》. NTT出版.